# Râul Chihaia
Râul Chihaia este un curs de apă, afluent al râului Tismana. Râul este un afluent important de dreapta al Tismanei, în aval de Mănăstirea Tismana. 
Izvorul râului a fost amenajat, imediat după anii 1900, sub denumirea "Fântâna Chihaia". Fântâna Chihaia a constituit și ea un loc de recreiere pentru poeții și scriitorii care au vizitat Tismana. A devenit celebră, când pe aici a fost amenajată vestita "Alee a tainelor" și un mic parc cu plante rare. În anii 1978, celebra Fântână Chihaia a fost distrusă, debitul pârâului fiind captat pentru alimentarea cu apă a Cooperativei Arta Casnică și a satului Tismana.